# Natalia Navarro
Natalia Navarro Galvis (sinh 12 tháng 8 năm 1987 tại Barranquilla) là một hoa hậu đến từ Colombia. Cô là người đã đăng quang ngôi vị cao nhất tại cuộc thi Hoa hậu Colombia 2009 và được xếp trong Top 15 chung cuộc tại Hoa hậu Hoàn vũ 2010.

## Đầu đời
Sinh ra ở Barranquilla với cha mẹ lần lượt là Fuad Navarro và María Cecilia Galvis, Navarro hiện đang theo học chuyên ngành cử nhân tài chính tại Đại học Quốc tế Florida ở Miami. Cô nói được tiếng Anh, tiếng Tây Ban Nha và một ít tiếng Pháp.

## Señorita Colombia 2009
Navarro, sở hữu chiều cao 5 ft 10.5 in (tương đương 1.79m), tham dự cuộc thi với tư cách là đại diện của khu vực Bolívar, cô là một trong 24 người vào chung kết cuộc thi sắc đẹp quốc gia của đất nước cô, Señorita Colombia 2009, phát sóng trực tiếp từ kênh truyền hình Cartagena de Indias vào ngày 16 tháng 11 năm 2009. Chung cuộc cô giành được danh hiệu Nhân vật đẹp nhất, Gương mặt đẹp nhất  và giải thưởng Hoa hậu Ảnh.
Trong cuộc thi, Navarro đứng đầu trong trang phục áo tắm và trang phục dạ hội, điều đó đưa cô trở thành một trong 5 thí sinh lọt vào chung kết, cuối cùng cô giành vương miện quốc gia và quyền đại diện cho Colombia tại cuộc thi Hoa hậu Hoàn vũ 2010.

## Hoa hậu Hoàn vũ 2010
Là đại diện chính thức của đất nước cô khi tham dự cuộc thi Hoa hậu Hoàn vũ 2010 phát trực tiếp từ thành phố Las Vegas, Nevada vào ngày 23 tháng 8 năm 2010, Navarro trở thành một trong 15 thí sinh bán kết và là thí sinh Nam Mỹ duy nhất trong trận chung kết, xếp thứ 12 chung cuộc.